# Helictopleurus fasciolatus
Helictopleurus fasciolatus là một loài bọ cánh cứng trong họ Bọ hung (Scarabaeidae).